# Chaumont Volley-ball 52
CB52HM je odbojkaška momčad iz sastava športskog društva Chaumont.

## Uspjesi
Prvenstvo Francuske Liga A (1):
- Prvak: 2017.
- Finalisti: 2018., 2019., 2021.

Prvenstvo Francuske Liga B:
- Prvak:
- Finalisti: 2010., 2012.

Kup Francuske (1):
- Pobjednik: 2022
- Finalisti: 2018., 2019.

Superkup Francuske (2):
- Pobjednik: 2017., 2021.
- Finalisti:

CEV Challenge Cup (muškarci):
- Pobjednik:
- Finalisti: 2017.

Liga prvaka u odbojci za muškarce
- Playoffs 8: 2019.

Kup CEV za muškarce
- Osmina finala: 2020.